# Euphrat
Der Euphrat ([ˈɔʏ̯frat], altgriechisch Εὐφράτης Euphrátēs, arabisch الفرات, DMG al-Furāt, kurdisch Firat, persisch فرات, DMG Forāt, türkisch Fırat) ist der größte Strom Vorderasiens.

## Der Name Euphrat
Das Wort Euphrat ist die griechische Version des altpersischen Wortes ufrātu-. Auf Alt-Assyrisch heißt der Fluss Pu-rat-tu, auf Hebräisch und Aramäisch Prâth oder Froth פרת, mittelpersisch frād, armenisch Եփրատ Yeṗrat, kurdisch Firat oder Ferat und arabisch Al-Furat الفرات. Der sumerische Name des Flusses wird Buranun gelesen. In der Keilschrift wird er meist mit drei Zeichen als UD.KIB.NUN geschrieben, wobei nur das letztere Zeichen einen phonetischen Wert hat.
Die altpersische Version ufrātu-, von der die meisten anderen Bezeichnungen abgeleitet wurden, basiert laut Rüdiger Schmitt (2014) auf einer Deutung der babylonischen Form pu-rat-tu als ein altiranisches *hu-frātu- „mit guten Furten“, dessen Anschluss an das iranische Wort *pṛtu-, „Furt“ allerdings undeutlich bleibt.
In der Einheitsübersetzung der Bibel wird der Strom Eufrat, in der Lutherbibel Euphrat  genannt. Bei der Beschreibung des Garten Eden findet sich die Bezeichnung Perat.
Der Asteroid (13963) Euphrates ist nach dem Namen des Flusses in englischer Sprache benannt.

## Verlauf
Der Euphrat hat eine Länge von 2736 km. Mit seinem längsten Quellfluss, dem Murat, hat er eine Länge von 3380 km. Der andere Quellfluss ist der Karasu („Schwarzes Wasser“). Die beiden Quellflüsse entspringen in der Türkei im Inneren Taurusgebirge und fließen ziemlich parallel in westlicher Richtung. Sie vereinen sich an der Keban-Talsperre (675 km²; 31 km³) zum Euphrat. Danach fließt der Strom durch die Karakaya-Talsperre (268 km²; 9,58 km³), den Atatürk-Stausee (817 km²; 48,7 km³) und die Euphrat-Staustufe Birecik (1,2 km³). Der Oberlauf des Flusses markiert dabei die historische Grenze zwischen Kleinasien und Mesopotamien. Anschließend durchfließt er Syrien, die Tischrin-Talsperre, den durch die Tabqa-Talsperre aufgestauten Assad-Stausee und den Irak mit der Haditha-Talsperre (500 km²; 6,4 km³) in südöstlicher Richtung. Dort vereinigt er sich mit dem Tigris zum Schatt al-Arab, der in den Persischen Golf mündet.
Der Wasserstand des Euphrat ist im September am niedrigsten und steigt bis Mai auf seinen Höchststand an. Bei der Schneeschmelze können am Oberlauf in der Türkei Frühjahrshochwasser auftreten. Der Euphrat spielte bereits zu Zeiten der mesopotamischen Hochkulturen eine große Rolle für die Wasserversorgung des Landes. Zugleich bildete er in antiker Zeit eine wichtige Verkehrsverbindung. Abschnitte mit Stromschnellen wie bei der Flussenge al-Khanuqa in Zentralsyrien, die ein Fortkommen erschwerten, waren daher von strategischer Bedeutung. Hier wurden Festungen errichtet.
Der Fluss, der mit Flößen auf vielen seiner großen und kleinen Nebenflüsse schiffbar ist, kann auf einer Länge von 720 Kilometern mit kleinen Booten befahren werden. Obwohl der Wasserpegel durch Schleusen erhöht wird, kann die Wassertiefe während der Trockenzeit zwischen Dezember und März auf nur 60 Zentimeter sinken. Wo der Euphrat in weiten Abschnitten unfruchtbare und trockene Wüstensteppe durchquert, wird er als Flussoase für den Bewässerungsfeldbau u. a. mit Baumwolle und Getreide verwendet. Zu diesem Zweck werden stellenweise Kanäle abgeleitet. Für die Gewinnung von Energie und zur Bewässerung von Feldern wurden seit den 1970er Jahren mehrere Stauanlagen errichtet. Seit dem Bau mehrerer Dämme im oberen Flussabschnitt und der damit möglichen Kontrolle der Wasserführung des Euphrat von Seiten der Türkei kam es wiederholt zu Auseinandersetzungen zwischen der Türkei, Syrien und dem Irak. Nach der Errichtung des etwa 630 Quadratkilometer großen Assad-Stausees in Syrien verschärfte sich das Problem der Wasserversorgung für den Irak weiter. 1976 wurde der Tharthar-Euphrat-Kanal fertiggestellt, der Wasser aus dem Tigris in den Euphrat leiten kann. Die in den vergangenen Jahrzehnten ständig zunehmende Wasserentnahme hat nach Angaben der Vereinten Nationen zu nachhaltigen Veränderungen im Tal des Euphrat geführt. Offiziellen Angaben zufolge sind etwa 90 Prozent der Region durch menschliche Einwirkungen geschädigt. Das Marschland von Mesopotamien ist mittlerweile nahezu vollständig trockengelegt. Zusammen mit seinem Zwillingsfluss Tigris bildet der Euphrat, dessen Einzugsgebiet 765.831 km² umfasst, das Zweistromland „Mesopotamien“.
Am mittleren und unteren Euphrat befinden sich die Ruinenhügel ehemals bedeutender Städte wie Emar, Tuttul, Terqa und Mari in Syrien; Uruk, Ur und Babylon im Irak. Moderne Städte sind am Mittellauf in Syrien Ar-Raqqa und Deir-ez-Zor; Haditha, Kerbela und Nadschaf liegen im Irak. Im Süden des Irak leben die Marsch-Araber.

## Staustufen
- Keban-Talsperre
- Karakaya-Talsperre
- Atatürk-Staudamm
- Euphrat-Staustufe Birecik
- Karkamış-Staustufe
- Tischrin-Talsperre
- Tabqa-Talsperre
- Baath-Talsperre
- Haditha-Talsperre
- Ramadi-Stauwehr
- Falludscha-Stauwehr

## Geschichten und Erzählungen
Laut der Genesis soll sich das Paradies zwischen den Flüssen Pischon, Gichon, Chidekel und Euphrat befinden.
Nach mesopotamischem Mythos entspringen Euphrat und Tigris den Augen der Urgöttin Tiamat, die von Marduk getötet wurde und aus der er Himmel und Erde formte.
Den Griechen galt der Euphrat wie sein Bruder Tigris als Sohn des Pontos (Πόντος) und der Thalassa (Θάλαττα bzw. Θάλασσα).

## Zustand im 21. Jahrhundert
Aufgrund der im späten 20. und frühen 21. Jahrhundert gebauten Staudämme in der Türkei führt der Euphrat weit weniger Wasser im Irak als noch zu Zeiten, als es diese noch nicht gab. Dies sowie der Umstand, dass die Türkei in unregelmäßigen Abständen ihre Staudämme öffnet, hat zur Folge, dass sich im Irak laut einer Reportage kaum planbar Landwirtschaft am Euphrat betreiben lässt. Marode Leitungen, illegale Brunnen und klimatische Veränderungen, d. h. mehr Hitze- und Dürreperioden, trugen außerdem dazu bei, dass die Wassermenge weiter schrumpfte. Der Wassermangel führte dazu, dass die Konzentration des Schmutz- und Abwassers, das von Privathaushalten als auch von privaten und öffentlichen Betrieben ungefiltert in den Euphrat geleitet wird, soweit anstieg, dass der Euphrat im Irak als verseucht gilt. So finden sich Rückstände von Chemikalien, Dünger, Schwermetallen, Schadstoffen, E. coli-Bakterien und zu viele Salze im Flusswasser. Die Menge der Anwohner und Selbstversorger, die vom Fluss lebten, schrumpfte in der Folge der Umweltkatastrophe. Zwischen 2018 und 2022 zogen insgesamt 15 % der Bevölkerung Zentral- und Südiraks aus den Gebieten des Euphrat und Tigris weg.